# RBS TV Pelotas
31°45′8.12″S 52°18′50.34″O / -31.7522556, -52.3139833
RBS TV Pelotas es una emisora de televisión brasileña con ubicación en la ciudad de Pelotas, RS. Retransmite la programación de la Rede Globo y genera programas locales de buena audiencia, como el Jornal do Almoço y RBS Notícias. Es una red regional de transmisión de la RBS TV, que tiene su ubicación en Porto Alegre.
Tiene cobertura en 22 municipios de la región sur de Rio Grande do Sul, un total de alrededor de 700 000 espectadores.

## Programación

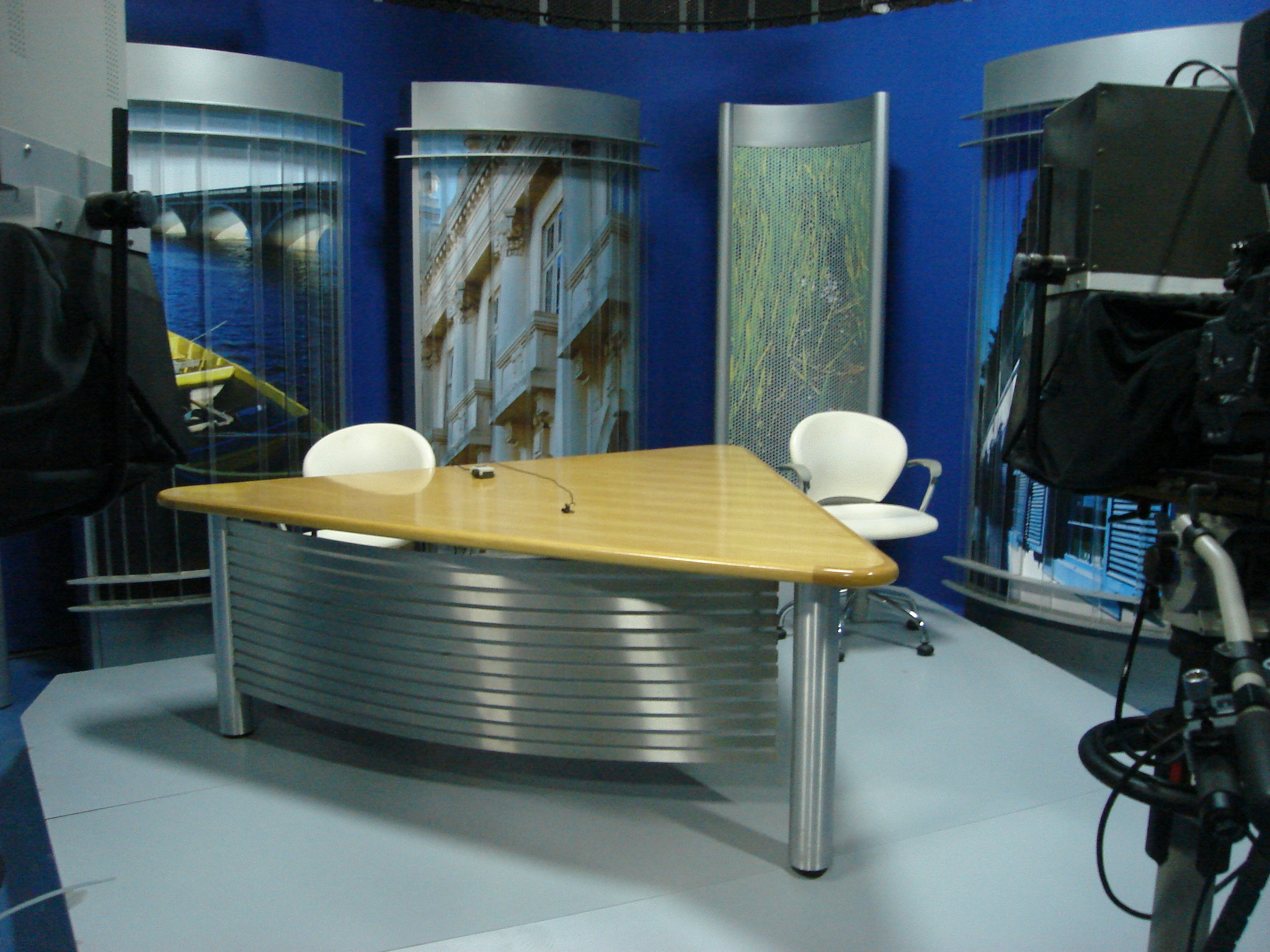
Estudio de RBS TV Pelotas en el año 2008.

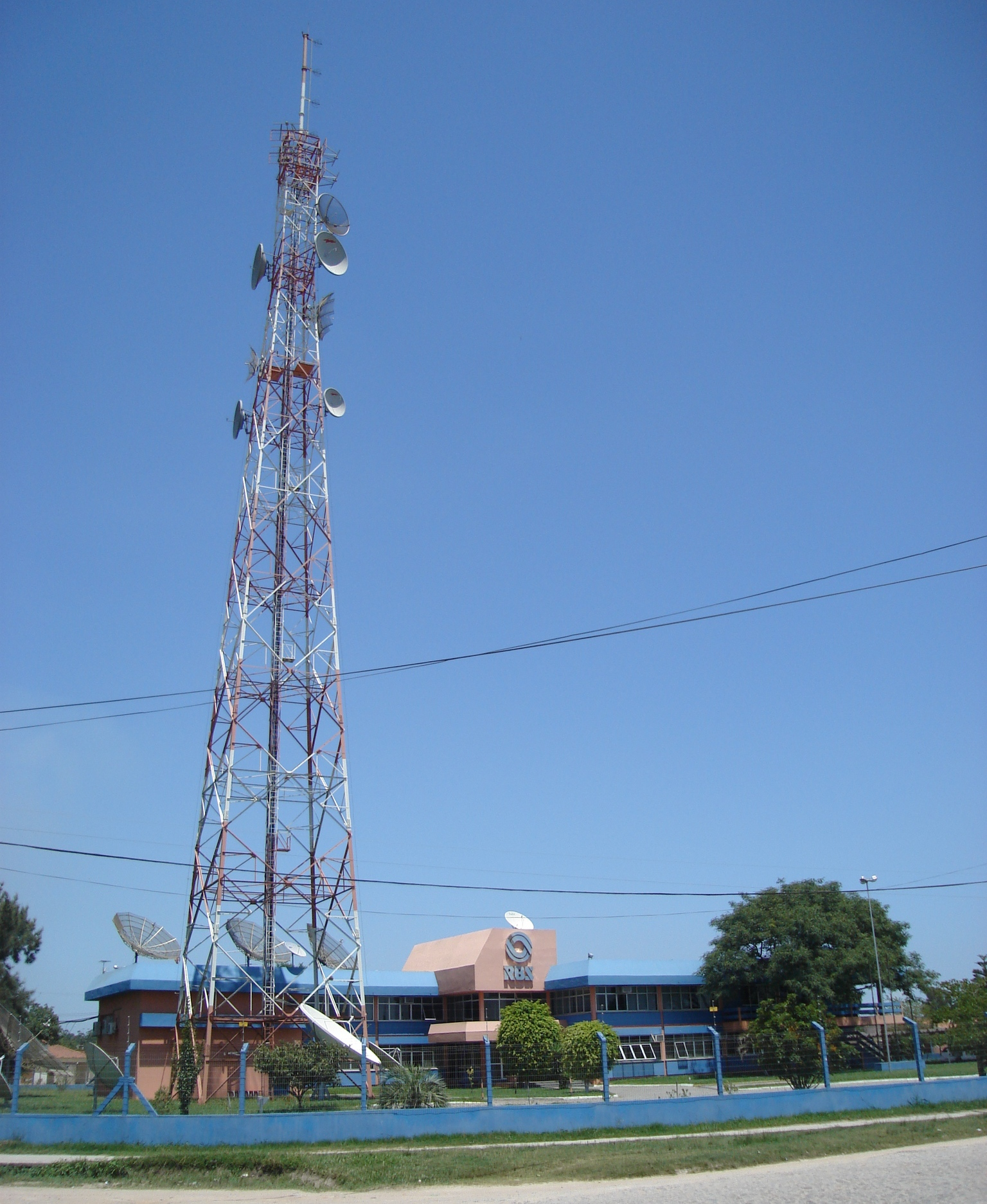
Antena transmisora de RBS TV Pelotas.

RBS TV Pelotas produce un bloque local para Jornal do Almoço (Noticiero del Almuerzo), presentado por Maurício Gasparetto, retransmitido por las emisoras de RBS TV de Bagé y Rio Grande. El resto de la programación es ocupada por los programas estatales generados por RBS TV Porto Alegre y los programas nacionales de TV Globo.

## Observaciones
- Este artículo fue parcialmente traducido del artículo "RBS TV Pelotas", de la Wikipedia en portugués.